# Mutettu
Su mutetu (o Trallallera) è una forma di improvvisazione poetica tipica della Sardegna meridionale, in lingua sarda campidanese (mentre al nord si hanno mutu e batorina, in logudorese). Vi sono due tipi di mutetus: brevi (o mutetus a dus peis) e lunghi (mutetu longu o a otu peis). Il mutetu lungo si basa su una metrica alquanto complessa, e solo pochi cantadoris in grado di improvvisare il mutetu breve sono in grado di comporre correttamente su mutetu longu. All'interno di questa composizione, sia lunga che breve, si differenziano due parti: una sterrina, di otto versi (a volte anche 9 o 10) nel caso del mutetu longu, due nel caso del mutetu a dus peis, e una rima (o corbetanza / crobetanza), di due versi.
A seconda del modo in cui viene organizzata la struttura metrica interna a su mutetu, si distinguono principalmente due tipi di mutetu longu: "a spàinu" e "a schina de pisci" o "in arrègula".
La forma a spàinu, utilizzata fino alla fine dell'800, non prevede un ordine prefissato nella stesura della sterrina rispetto all'ordine in cui appaiono le parole all'interno della cubertanza.
La forma in arrègula, o a schina de pisci, prevede invece che la sterrina sia costruita in modo da rimare le parole della cubertanza, ma seguendo un ben preciso percorso a zig-zag che va dall'ultima parola della cubertanza, a ritroso, fino alla prima.
Esempio mutetu a schin'e pisci:
```
Una noti duus imbriagus
tremendi che sotilis cannas
mi funt bènnius acanta
prenas cun duas carrafinas
no intzertant beni is fueddus
e ddis praxiat su scuriu
chistionànt chi pariant inglesus
bai pigandi esèmplus
```

```
A is tempus mius po is fainas mannas
mesus maisteddus nd'ocupànt pagus
```

```
(Francesco Loddo, noto "Chichinu Loddi")
```

Quindi:
```
pagus -> imbriagus
mannas -> cannas
ocupànt(a) -> acanta
fainas -> carrafinas
maisteddus -> fueddus
mius -> scuriu
tempus -> esèmplus
```

È da notare che quella trascritta corrisponde all composizione che il poeta esegue mentalmente, mentre l'esposizione de su mutetu prevede, oltre alla stesura iniziale della sterrina, una serie di "torradas" che esplicitano le rime fra cubertanza e sterrina ("arretrogas").
Quindi l'esposizione del mutet
u suesposto risulterebbe:
```
Una noti duus imbriagus
tremendi che sotilis cannas
mi funt bènnius acanta
prenas cun duas carrafinas
no intzertant beni is fueddus
e ddis praxiat su scuriu
chistionànt chi pariant inglesus
bai pigandi esèmplus
Una noti duus imbriagus
```

pausa: intermezzo coreutico
```
Una noti duus imbriagus
A is tempus mius po is fainas mannas
mesus maisteddus nd'ocupànt pagus
tremendi che sotilis cannas
```

pausa: intermezzo coreutico
```
tremendi che sotilis cannas
mesus maisteddus pagus nd'ocupànt
A is tempus mius po is fainas mannas
mi funt bènnius acanta
```

pausa: intermezzo coreutico
```
mi funt bènnius acanta
A is tempus mius po is mannas fainas
mesus maisteddus pagus nd'ocupànt
prenas cun duas carrafinas
```

etc. etc.